# Перегоновка (Полтавская область)
Перегоновка (укр. Перегонівка) — село,
Кировский сельский совет,
Кобелякский район,
Полтавская область,
Украина.
Код КОАТУУ — 5321883204. Население по переписи 2001 года составляло 376 человек.

## Географическое положение
Село Перегоновка находится на правом берегу реки Ворскла,
выше по течению на расстоянии в 1,5 км расположено село Гарбузовка,
ниже по течению на расстоянии в 2,5 км расположено село Правобережная Соколка,
на противоположном берегу — село Сосновка.

## Экономика
- АФ «Перегоновская».

## Объекты социальной сферы
- Школа І—ІІ ст.
- Фельдшерско-акушерский пункт.

## Религия
- Иллинская церковь.

## Известные уроженцы
- Каблучко, Григорий Алексеевич (1910—1992) — советский учёный, специалист в области плодоводства, доктор сельскохозяйственных наук (1950), профессор (1960).